# Lindås kommun
Lindås kommun (norska: Lindås kommune) var en kommun i landskapet Nordhordland i dåvarande Hordaland fylke i västra Norge. Kommunens centralort var tätorten Knarvik.

## Administrativ historik
Lindås kommun upprättades den 1 januari 1838 (som Lindaas formannskapsdistrikt) när Formannskapslovene från 1837 trädde i kraft. Kommunen omfattade då ett område i den norra delen av nuvarande Alvers kommun samt de hela nuvarande kommunerna Austrheim, Fedje och Masfjorden.
1879 bröts Masfjordens kommun ut ur kommunen som då minskade från 8 710 invånare före delningen till 6 374 invånare efter.
Den 1 januari 1910 bröts Austrheims kommun ut ur kommunen som då minskade från 6 951 invånare före delningen till 4 433 invånare efter.
Den 1 januari 1964 gick Alversunds kommun samt delar av kommunerna Hamre (området norr om Osterfjorden), Hosanger (området norr om Osterfjorden), Modalen (gårdarna Nipo, Dyrkelbotn och Eitrdalen) och Sæbø (Titlands krets) upp i Lindås kommun. Samtidigt överfördes ett bebott område (Sletta krets) från Lindås kommun till den då nybildade Radøy kommun medan ett annat bebott område (gårdarna Einestrand, Eikebotn och Kikallen) överfördes från Lindås kommun till Masfjordens kommun. Kommunen ökade då från 3 981 invånare före sammanslagningen och överföringarna till 7 833 invånare efter.
Den 31 december 2019 upphörde Lindås kommun då den tillsammans med kommunerna Meland och Radøy slogs ihop till den då nybildade Alvers kommun.